# ادوارد سجویک
ادوارد سجویک (انگلیسی: Edward Sedgwick؛ ‏ ۷ نوامبر ۱۸۸۹ – ۷ مارس ۱۹۵۳) بازیگر، کارگردان، و تهیه‌کننده اهل ایالات متحده آمریکا بود. 
از آثار وی می‌توان به فیلم سربازان پیاده، بی‌قیدوبند، دست‌تنها، ستاره‌ای انتخاب کن، سربازان نیروی هوایی و شبح اپرا اشاره نمود.